# 野村昭夫
野村 昭夫（のむら あきお、1930年3月5日 - 2008年5月7日）は日本の経済学者。
青山学院大学文学部卒業。福岡大学商学部教授を経て、1985年4月、東京経済大学経済学部教授。2000年3月、同大を定年退職し、5月に名誉教授。2008年5月7日、脳出血のため逝去（享年78）。

## 研究分野
- 国際投資論
- EU経済論

## 編集書
- 「現代の世界経済」（実教出版、1989年）

| スタブアイコン | サブスタブ | この項目は、まだ閲覧者の調べものの参照としては役立たない、人物に関連した書きかけの項目です。この項目を加筆・訂正などしてくださる協力者を求めています（P:人物伝/PJ:人物伝）。 |